# Pentacerotidae
Pentacerotidae är en familj av fiskar. Pentacerotidae ingår i ordningen abborrartade fiskar (Perciformes). Enligt Catalogue of Life omfattar familjen Pentacerotidae 13 arter.
Arterna förekommer i Indiska oceanen, Stilla havet och sydvästra Atlanten. De vistas vanligen nära djupa sluttningar eller invid klippor. Olika medlemmar fiskas som matfisk. Det vetenskapliga namnet är bildat av de grekiska orden pente (fem) och keras, -atos (horn).
Släkten enligt Catalogue of Life:
- Evistias
- Histiopterus
- Parazanclistius
- Paristiopterus
- Pentaceropsis
- Pentaceros
- Pseudopentaceros
- Zanclistius